# Rosa León
Rosa León Conde (* 4. September 1951 in Madrid) ist eine spanische Sängerin und Politikerin.

## Musik
Rosa León begann ihre musikalische Laufbahn Anfang der siebziger Jahre mit dem Duo Rosa y Jorge, gemeinsam mit Jorge Krahe. Ihr Stil ließ von Beginn an eine gesellschaftspolitische Kritik anklingen. 1972 erschien ihre erste Single, Las cuatro y diez. 1973 erschien ihr Album De alguna manera. Es enthielt mehrere Lieder von Luis Eduardo Aute und Liedfassungen von Gedichten von Mario Benedetti. 1975 veröffentlichte sie Al alba mit dem gleichnamigen Liebeslied von Luis Eduardo Aute. Es wurde als versteckte Kritik an der Todesstrafe und an den letzten Hinrichtungen durch das Franco-Regime verstanden.
Das Album Tiempo al tiempo aus dem Jahr 1978 wurde kein kommerzieller Erfolg. So veröffentlichte Rosa León erst 1983 ein weiteres Album, Rosa se está buscando en el espejo, darin enthalten das Lied ¡Ay paloma!, das zum Hit wurde. Von da an veröffentlichte sie in regelmäßigen Abständen Alben. Besonders bekannt wurden Amigas mías von 1986 und vier Alben für Kinder.
In jüngerer Zeit widmete sie sich eher dem Produzieren für andere Künstler wie El Consorcio, María Dolores Pradera und Clara Montes als eigenen Auftritten.

## Fernsehen
Ihre erste Arbeit im Fernsehen hatte Rosa León 1974 als Mitarbeiterin der Kindersendung Cuentopos. Sieben Jahre später wiederholte sich das in La cometa blanca. 1987 moderierte sie die Musiksendung A media voz auf RTVE. Zwei Jahre später wandte sie sich mit der Sendung Sopa de gansos wieder an das Kinderpublikum.

## Politik
Rosa León verstand ihre Musik als politisch und engagierte sich früh in ihrer Karriere politisch. 1977 trat sie dem Partido Comunista de España bei. Später wechselte sie zum sozialistischen Partido Socialista Obrero Español. Von Mai 2004 bis September 2007 war sie als Angehörige dieser Partei Mitglied des Stadtrats von Madrid. Von 2008 bis 2011 war sie Direktorin des Instituto Cervantes in Casablanca und anschließend bis 2015 in Dublin.

## Persönliches
Rosa Leóns Vater Ángel León Gozalo war Polizist und Sportschütze. Bei den Olympischen Spielen in Helsinki 1952 gewann er die Silbermedaille im Pistolenschießen über 50 m. Ganz im Gegensatz zu ihr selbst stand er als Falangist der extremen politischen Rechten nah. Ihre Schwester Julia León ist ebenfalls Sängerin und Liedautorin, die zweite Schwester Eva León ist Schauspielerin.
Rosa León selbst begann zunächst ein Studium der Wirtschaftswissenschaft an der Universidad Complutense de Madrid, das sie zugunsten eines Chemiestudiums aufgab. Sie ist verheiratet mit dem Filmregisseur José Luis García Sánchez. Aus der Ehe ging der gemeinsame Sohn Víctor García León hervor, der ebenfalls Filmregisseur ist.

## Diskografie
- De alguna manera (1973)
- Cuentopos (1974)
- Al alba (1975)
- Oído por ahí (1976)
- Tiempo al tiempo (1978)
- Internationales Festival des politischen Liedes (1978) (mit anderen Interpretinnen und Interpreten)
- Rosa se está buscando en el espejo (1983)
- Canciones para niños (1983)
- Cuenta conmigo (1984)
- Amigas mías (1986)
- Y si partimos todo a la mitad (1986)
- Rosa León (1988)
- Canciones para niños 2 (1988)
- Paloma desesperada (1989)
- Mujeres (1991)
- ¡Ay amor! (1992)
- Los cochinitos (1996)
- Canciones infantiles (2001)
- Érase una vez (2006)